# Ind i tiden
Ind i tiden er en dansk kortfilm fra 2012 med instruktion og manuskript af Magnus B. Bjørlo Lysbakken.

## Handling
Denne artikel mangler et handlingsreferat. Hjælp os med at skrive det.

## Medvirkende
- Ole Dupont - Den første
- Gert Henning Rasmussen - Den anden
- Vincente Kenrice Klehr - Drengen
- Kristine Thorp - Pigen